# Lagynodes miricornis
Lagynodes miricornis är en stekelart som beskrevs av Paul Dessart 1987. Lagynodes miricornis ingår i släktet Lagynodes och familjen trefåresteklar. Inga underarter finns listade i Catalogue of Life.